# Олевано-суль-Тушано
Олевано-суль-Тушано (итал. Olevano sul Tusciano) — коммуна в Италии, располагается в регионе Кампания, в провинции Салерно.
Население составляет 6387 человек, плотность населения составляет 246 чел./км². Занимает площадь 26 км². Почтовый индекс — 84062. Телефонный код — 0828.
Покровителем коммуны почитается Архангел Михаил. Праздник ежегодно празднуется 8 мая.